# 鬼使神差2
《鬼使神差2》（英語：Messengers 2: The Scarecrow）是一部2009年美国超自然恐怖电影，由諾曼·李杜斯、克莱尔·霍尔特和厄比·阿戈（Erbi Ago）主演。这部电影是《鬼使神差》的前傳，由马丁·巴内维兹（Martin Barnewitz）执导，于2009年7月21日以DVD和藍光光碟形式直接发行。

## 剧情
影片开场，一名女子在玉米地中逃跑，被一个看不见的敌人杀死。
约翰·罗林斯是一家之主，他艰难地维持农场生计，努力维系家庭。他负债累累，玉米田因为灌溉系统故障而枯萎，乌鸦还啃食玉米。约翰的财务顾问朋友想要说服他卖掉土地，不过这只是为了朋友自己的方便。某天，约翰在谷仓里发现了一道秘密门，门后是一具奇怪的稻草人。将稻草人放到田里后，他的运气开始好转，但同时也激活了一种可怕的诅咒。虽然农作物开始生长，但他也开始在田里发现死鸟，还有一个凭空出现的小女孩。
几个人相继死亡，包括那位财务顾问。约翰遇到了新邻居裘德·韦瑟比，裘德似乎对稻草人知道得比表面上更多。约翰在错过了与妻子的治疗会议、进一步损害了他们的关系后，烧掉了稻草人。他去找裘德寻求建议，却见到了裘德的妻子米兰达。米兰达给约翰下药并强奸了他。约翰感到内疚，而妻子则认为他在出轨。
约翰意识到家人因为他未兑现承诺而抛弃了他，随后他发现裘德和米兰达其实是农场以前主人的鬼魂。他们曾利用巫毒诅咒帮助自己，并告诉约翰他必须让稻草人杀死他的家人。稻草人会尽一切手段保护土地，确保主人的农作物达到丰收目标。它会毁掉任何妨碍者，而约翰的家人被认为是他耕作的干扰，因此稻草人成了他们的威胁。
约翰的妻子怀疑是约翰袭击了警长并杀死了那些人，认为他已经疯了，打算带孩子们离开。小儿子迈克尔一直知道稻草人的本质，决定去帮助父亲，其他人也亲眼目睹了稻草人复活。稻草人杀死了警长，还袭击了罗林斯的女儿。约翰设法制服了稻草人，而迈克尔用拖拉机将其碾压。随后，一家人共同毁掉了稻草人。

## 演员
- 諾曼·李杜斯 饰 约翰·罗林斯
- 希瑟·斯蒂芬斯（Heather Stephens） 饰 玛丽·罗林斯，约翰的妻子
- 克莱尔·霍尔特 饰 林赛·罗林斯，约翰与玛丽的女儿
- 理查德·雷尔（Richard Riehle） 饰 裘德·韦瑟比
- 达西·福尔斯（Darcy Fowers） 饰 米兰达·韦瑟比，裘德的妻子
- 馬修·麥克諾提 饰 副警长米尔顿
- 劳伦斯·贝尔彻（Laurence Belcher） 饰 迈克尔·罗林斯，约翰与玛丽的儿子
- 厄比·阿戈（Erbi Ago） 饰 兰迪
- 迈克尔·麦考伊（Michael McCoy） 饰 彼得森先生

## 制作
影片于2008年4月在保加利亞索菲亞开拍。马丁·巴内维兹被选为《鬼使神差2》的導演。

## 评价
与前作一样，电影遭到了评论家的差评。根据互联网电影数据库（IMDb）的评分，影片得到了4.8分。观众评分也不高，烂番茄网站的评分仅为17%。